# Rio Míncio
Míncio (em italiano: Mincio) é um rio da Itália, com 73 km de extensão, afluente da margem esquerda do rio Pó e emissário do Lago de Garda. Contra a corrente do Lago de Garda, o Mincio recebe o nome de Sarca. Seu curso é situado essencialmente na Lombardia com exceção de alguns km que se encontram no Vêneto (Província de Verona). Desde 1984 o Rio Mincio se encontra incluído no território do Parque Nacional Regional do Mincio, instituído pela região da Lombardia.
Lista das comunas atravessadas pelo Mincio: Peschiera, Ponti sul Mincio, Monzambano, Valeggio sul Mincio, Volta Mantovana, Pozzolo, Goito, Marmirolo, Porto Mantovano, Rivalta, Grazie, Curtatone, Soave, Mântua, Virgilio, Bagnolo San Vito, Governolo.